# Südtiroler Apfel g.g.A.

Siegel: Südtiroler Äpfel g.g.A.

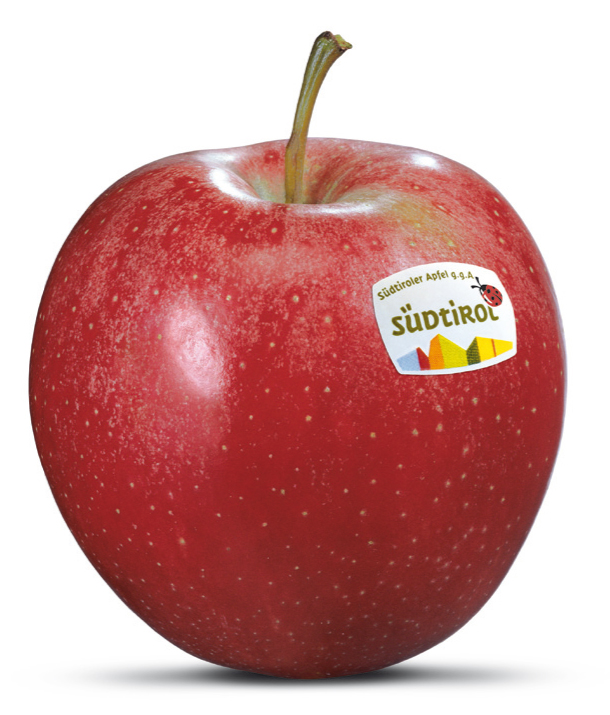
Gala-Apfel aus Südtirol

Südtiroler Apfel g.g.A. ist eine geschützte geographische Angabe für 11 Apfelsorten, die in Südtirol nach festen Produktions- und Kontrollvorschriften angebaut werden. Die Marke Südtiroler Apfel g.g.A. wird von allen Südtiroler Vermarktungsbetrieben für die Exportware genutzt.

## Geschichte
Die ersten Apfelbäume haben sich in Kasachstan im mittleren Asien entwickelt. Über die Seidenstraße gelangten die Äpfel zu den Griechen. Mit den Eroberungszügen der Römer kam der Apfel schließlich auch nach Südtirol. Dort bauten im Mittelalter vor allem Klöster Äpfel an und bewahrten so das Wissen über die Anbaumethoden und die verschiedenen Sorten. Auch bäuerliche Familien nutzten über viele Jahrhunderte hinweg den Apfel zur Selbstversorgung. Bereits damals wurde der Südtiroler Apfel über die Alpenpässe nach Norden exportiert. 1867 erleichterte der Bau einer Eisenbahnlinie über den Brenner den Export. 1880 bis 1890 gewannen die Südtiroler Obstbauern durch die Regulierung des Auengebietes an der Etsch wichtige Anbauflächen hinzu. Ende des 19. Jahrhunderts gründeten sie schließlich die ersten Obstgenossenschaften. Seitdem hat der Apfelanbau in Südtirol einen hohen Stellenwert.

## Anbaugebiet
Mit rund 18.400 Hektar ist Südtirol das größte geschlossene Apfelanbaugebiet der EU. Es reicht mit circa 100 Kilometern Tallänge von Salurn im Süden durch das Etschtal hinauf bis nach Mals im Vinschgau. Ein kleineres Anbaugebiet befindet sich auch im Eisacktal bei Natz-Schabs. Insgesamt umfasst das Anbaugebiet damit in etwa 2,5 Prozent der Fläche Südtirols.
Mit rund 8.000 Familienbetrieben ist der Apfelanbau in Südtirol sehr klein strukturiert. Die durchschnittliche Betriebsgröße beträgt nur 2,5 bis 3 Hektar. Die jährliche Ernte liegt bei rund 950.000 Tonnen, wovon rund die Hälfte in Italien vermarktet wird. Deutschland ist der wichtigste Exportmarkt.
Die klimatischen Bedingungen in Südtirol sind für den Apfelanbau günstig. Das Klima ist thermisch nahezu mediterran  geprägt. Hinsichtlich des jahreszeitlichen Niederschlagsverteilung fällt Südtirol mit seinem Sommermaximum jedoch in das mitteleuropäische Klimaregime. Die geschützte inneralpine Lage bewirkt aber, dass vor allem in den Tallagen die Niederschlagsmengen im Normaljahr relativ niedrig sind, andererseits Kälteeinbrüche aus dem Norden weitgehend abgehalten werden. Durchschnittlich 300 Sonnentage pro Jahr und mehr als 2.000 Sonnenstunden sorgen für eine gute Reifung der Äpfel. Die Menge von rund 800 Liter Niederschlag pro Quadratmeter jährlich reichen für die Grundversorgung des Obstbaus, in trockenen Sommern wässern die Obstbauern zusätzlich.